# Morge (dopływ Isère)
Morge – rzeka we Francji, przepływająca przez teren departamentu Isère, o długości 27,2 km. Stanowi dopływ rzeki Isère.